# Спас Нерукотворный (новгородская икона XII века)
«Спас Нерукотворный» — новгородская икона XII века в собрании Государственной Третьяковской галереи (инв. № 14245). Это — двусторонняя выносная икона, на лицевой стороне которой написан образ Иисуса Христа в иконографии Спас Нерукотворный «на чрепии», а на обороте — сцена Прославление креста.
Работа происходит из Успенского собора Московского Кремля. Но изначально, как установил Герольд Вздорнов, она происходит из новгородской деревянной церкви Святого Образа, возведённой Внездом Нездиничем в 1191 году. Исследователи датируют икону от середины и второй половины XII века до начала XIII века.

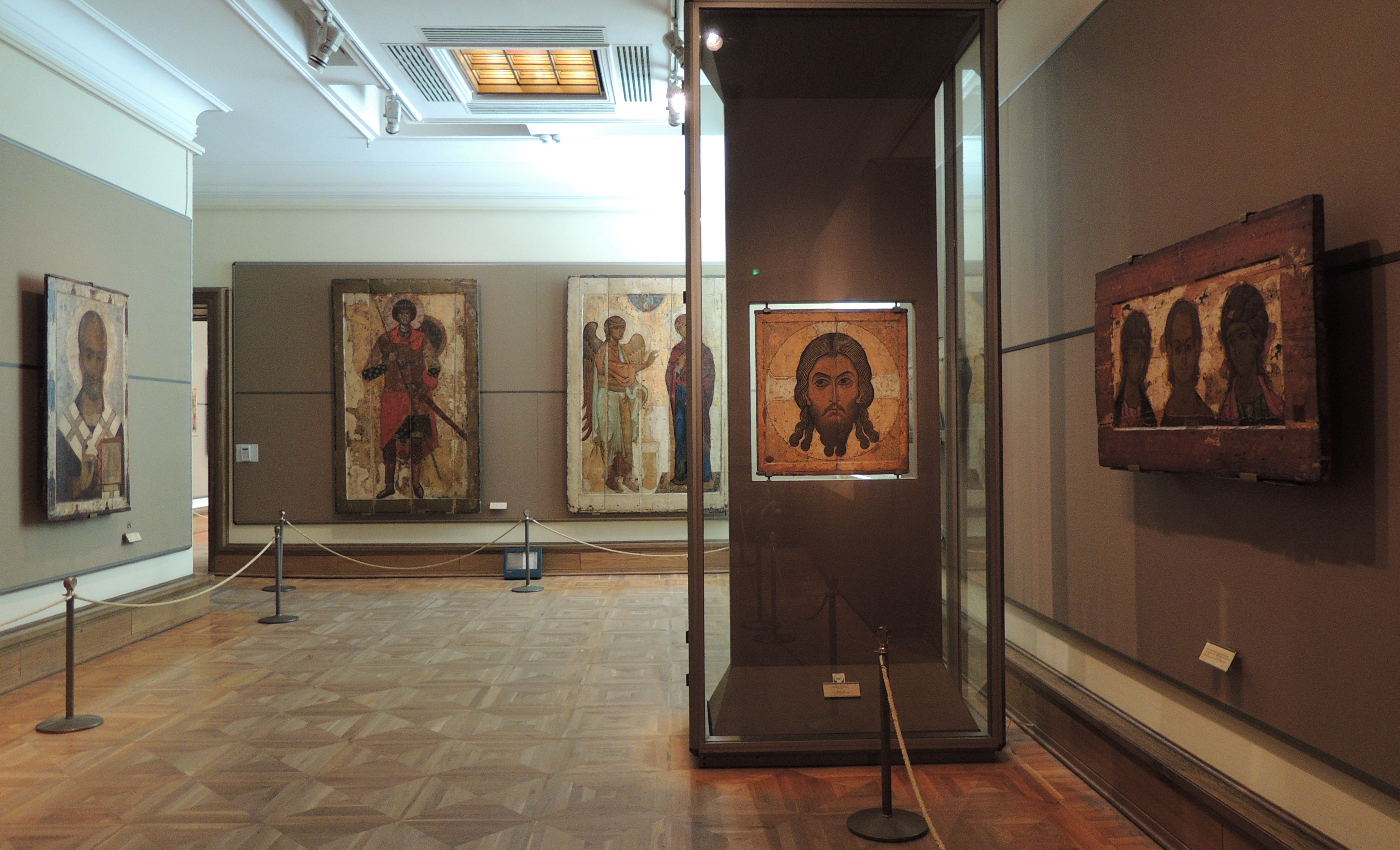
В экспозиции Государственной Третьяковской галереи

Икона была раскрыта в комиссии в 1919 году, поступила в ГТГ из ГИМ в 1930 году.